# Chapelle Notre-Dame-de-la-Roche de Villeneuve
La chapelle Notre-Dame-de-la-Roche (ou de la Roque) est une chapelle romane située au sommet de la colline de la Roche Amère à Villeneuve dans le département des Alpes-de-Haute-Provence. 

## Description
L'église est construite au sommet d'un pic qui donne un panorama sur la vallée de la Durance, les confluents avec l’Asse et le Largue, et Volx. Située à proximité d’un château fort, elle desservait l’ancien village, abandonné au XVe siècle. C’était une possession de l’abbaye de Saint-Gilles. L’abside est de la fin du XIe siècle ou du début du XIIe. Le reste de l’église, la nef de deux travées en berceau surbaissé, l’absidiole du côté nord, sont du XVIIe ou du XVIIIe siècle. Une carrière exploite le pied de la montagne où elle est construite.